# Erzsébet-emlékfák
Az Erzsébet-emlékfák, vagy másik nevükön az Erzsébet-fák a Wittelsbach Erzsébet magyar királyné tragikus halála után az Osztrák–Magyar Monarchia területén, a királyné tiszteletére ültetett fák, facsoportok, esetenként bokrok köznépi elnevezése. A fák ültetését Darányi Ignác, 
földművelésügyi miniszter 71544/I/1-a számú 1898. november 19-én kelt rendeletének I-II. része rendelte el. 
A rendelet szövegének egy részlete a következő:
„Mert a kinek bölcsője ott ringott egy erdőkoszorúzta tó bűbájos partjain; a kinek kedélye annyiszor vidult fel erdeink zugó fái közt és a kinek sebzett lelke oly édes enyhülést talált távoli vidékek mythoszi ege alatt magasba nyuló százados erdők mélyén; a ki a természet szépségeinek oly csodálója volt: annak emlékét fák millióinak kell hirdetni; annak tiszteletére, mint az ó-kor mesés világában, szentelt berkeknek kell támadniok, hova áhitattal közeledjék az utas; hol a fáradt vándor a nap heve ellen enyhelyet találjon s nemes érzelmekre gerjedjen a lélek!
Én bizalommal intézem azt a kérést a magyar társadalomhoz, hogy dicsőült Királynénk emlékezetére emlékfákat ültessünk!”

## Telepített fafajok
A rendelet kitért a telepítendő fafajok meghatározására is. Ezek közt a tragédia okán az amúgy is a szomorúsággal, a bánattal társított jelentéssel bíró szomorú bükk, szomorú kőris, fűzfafélék, valamint az uralkodónő kedvelt fafajtái közül a tölgyek, fenyőfák, valamint további hosszú élettartammal bíró fajták fáinak ültetését részesítették előnyben. A rendeletben közölt felhívás hatására mintegy 2 800 000 Erzsébet-fát ültettek el országszerte. Ez a mindössze három évvel korábbi, millenáris, a Magyarország ezeréves fennállásának tiszteletére ültetett emlékfák millióinak elültetését követő újabb nagy szabású telepítési program volt.

## Megmaradt fák, ligetek
- Szakony, Felső temető kerítésén kívül álló vadgesztenyefa.
- Gödöllő, Erzsébet-park[2]
- Nick, a gátnál,[3][4]
- Vág, a gátőrházzal átellenben, a „Megág" zsilipnél[3][4]
- a Rábca jobb partja mentén, a szentkereszti gátőrház udvarán,[3][4]
- Lébény, a régi gátőrtelep helyén,[3][4]
- Rinyabesenyő, öszpötei erdő[5][6]
- Szolnok, a várostól északkeletre, a Tisza közelében[1]
- Győr, a veszprémi országút közében elhelyezkedő Erzsébet-liget[7]
- Göd, Erzsébet-liget